# 2018학년도 대학수학능력시험
2018학년도 대학수학능력시험 (2018學年度 大學修學能力試驗, 2017년 수능)은 2017년 11월 23일에 시행된 대학수학능력시험이다. 성적은 12월 12일에 통지되었다. 당초 2017년 11월 16일에 시행할 예정이었으나, 시험일 전날인 11월 15일에 발생한 포항 지진의 여파로 인해 11월 23일로 순연되었다. 사상 최초로 천재지변으로 인해 시험이 연기된 사례이다.
이 시험부터 영어 영역에 총 9등급의 절대평가가 처음으로 도입되었으며, 전년도 수능의 한국사 과목이 도입과 동시에 절대평가제가 된 것에 이어 두 번째로 절대평가제로 시행된 과목이 되었다.
필적확인 문구는 '큰 바다 넓은 하늘을 우리는 가졌노라'로, 김영랑의 《바다로 가자》에서 발췌한 문구였다.

## 일정
2017년 11월 15일, 포항 지진의 여파에 따라 시험일을 일주일 연기하였으며 이에 따라 전체적인 일정도 일주일씩 순연되었다.
- 2017년 11월 21일 : 포항시 지역 수능고사장 안내
- 2017년 11월 23일 : 시험일
- 2017년 12월 12일 : 성적 통지

## 상세

### 국어영역
화법과 작문의 경우, 우선 화법 과목에서는 '수라상'에 관한 학생 발표를 소재로 한 문항, 현대소설 《허생의 처》에 대한 독서 토의를 소재로 한 문항 등 5문항이 출제됐다. 이어 작문 과목에서는 '독서 토의를 바탕으로 한 자기 성찰적 글쓰기'를 소재로 한 문항, '봉사의 날 운영 방식 변경을 주장하는 글쓰기'를 소재로 한 문항 등 5개 문항이 출제되었다.
문법의 경우 총 5개 문항이 출제되었으며, 국어 단어의 역사적 형성 과정, 부사어에 대한 탐구, 음운 변동 현상의 분석, 사전의 개정 내용을 소재로 삼은 문항 등이 출제되었다.
독서 (비문학)의 경우 총 15개 문항이 출제되었다. 아리스토텔레스의 목적론을 소재로 한 철학 지문과 디지털 통신 시스템의 데이터 부호화 과정을 소재로 한 기술 지문이 나왔으며, 융합 지문으로는 환율의 오버슈팅 현상에 대한 정부 정책 수단에 관한 경제학·행정학 지문이 출제되었다.
문학의 경우 총 15개 문항이 출제되었다. 현대시로는 이육사의 〈강 건너간 노래〉, 김광규의 〈묘비명〉이, 고전 소설에서는 김만중의 《사씨남정기》가, 현대소설에서는 이문구의 《관촌수필》이 활용되었다. 여기에 이정환의 연시조 〈비가〉(悲歌)와 이병기의 현대수필 《풍란》을 소재로 한 고전 시가·현대수필 복합지문도 출제되었다.

### 수학영역
전년도와 같이 가·나형으로 분리 출제되었다. 수학 가형은 '미적분Ⅱ' 12문항, '확률과 통계' 9문항, '기하와 벡터' 9문항으로 구성했고, 수학 나형은 '수학Ⅱ' 11문항, '미적분Ⅰ' 11문항, '확률과 통계' 8문항으로 구성하였다. 가·나형 공통문항은 전년도와 같이 4문항이며, 모두 확률과 통계에서 출제했다.
수학 가형의 경우, 지수함수의 성질과 최댓값, 삼각함수의 덧셈정리, 로그함수의 미분을 소재로 삼았다. 미분법으로 함수의 그래프 개형을 파악하고 부분 적분을 계산할 수 있는지 묻는 문항, 좌표평면 위를 움직이는 점의 위치벡터와 속도를 구하는 문항, 중복순열의 의미를 이해하고 조건을 만족시키는 경우의 수를 구하는 문항, 정규분포의 성질을 묻는 문항도 출제되었다. 수학 나형의 경우, 함수의 합성, 시그마의 성질, 로그의 성질을 이용한 계산, 함수의 극한값 등을 소재로 삼았다. 미분 가능성을 판별하고 미분계수가 접선의 기울기임을 이해해야 풀 수 있는 문항, 이차함수의 정적분을 계산할 수 있는지 묻는 문항, 이산확률변수의 기댓값과 분산을 구하는 문항 등도 출제되었다. 공통문항의 경우 서로 독립인 두 사건에 대해 덧셈정리로 확률을 구하는 문항, 이항정리를 이용해 전개식에서 항의 계수를 구할 수 있는지 묻는 문항, 표본평균의 분포를 이용해 확률을 구하는 문항, 조합의 수를 구하는 문항을 출제하였다.

### 영어영역
영어영역의 경우, 출제본부 측은 사상 첫 절대평가 전환에 따른 수험생 혼란을 최소화하고자 상대평가 체제의 출제 기본 방향을 그대로 유지했다고 밝혔다. 이를 위해 다양한 영역의 내용을 활용해 수험생 학습 성향에 따른 유불리 문제가 발생하지 않게 했고, EBS 지문과 주제·소재가 비슷한 다른 지문을 활용하였다.
듣기의 경우 전체 17문항으로, 순수 듣기는 12문항, 간접 말하기는 5문항을 출제했다. 순수 듣기는 대화나 담화의 대의파악 문항이 3문항, 그림·담화 등의 세부사항의 이해 평가문항이 7문항, 복합 문항 1문항이 출제됐다. 두 차례 반복하여 문제를 들려주는 간접 말하기 분야는 짧은 대화 응답 2문항과 대화 응답 2문항, 담화 응답 1문항을 출제했다.
읽기의 경우 전체 28문항 중 순수 읽기 문항은 22문항, 간접 쓰기 문항은 6문항이다. 순수 읽기는 중심내용과 맥락 추론 유형이 6문항, 도표 등 세부내용 파악 유형이 4문항, 빈칸 추론 유형의 경우 구 단위 문항이 3개, 절 단위 문항이 1개 등 모두 4문항이었다. 간접 쓰기 문항은 '글의 흐름' 1문항, '문장 삽입' 2문항, '글의 순서' 2문항, '문단 요약' 1문항을 출제하였다. 이밖에도 어법과 어휘가 3문항, 1지문 2문항 유형과 1지문 3문항 유형이 각각 1개씩 출제되었다.

### 한국사·탐구영역
이번 시험에서는 전년도와 마찬가지로 한국사가 필수응시영역으로 실시되었다. 한국사에서는 일제강점기 산미증식계획의 결과, 1970년대 경제성장과 노동운동, 6월 항쟁, 지도를 활용한 동학농민운동 탐구, 원효대사의 활동 등을 소재로 한 문제들이 출제되었다.
사회탐구영역의 경우, 시민 불복종을 정당화할 조건들에 대한 가치 판단이 가능한지 확인하는 문제 (윤리와 사상), 해외원조의 윤리적 근거를 도출할 수 있는지 묻는 문제 (생활과 윤리), 국가별 출생률과 사망률로 각 나라의 인구 특성을 파악하는 문제 (세계지리), 베스트팔렌 조약 자료 문제 (세계사), 신용등급 관리방안을 묻는 문제 (경제), 노인 소외 현상을 바라보는 시각 이론에 관한 문제 (사회문화) 등이 나왔다. 종로학원 측은 "세계사의 난이도가 가장 크게 상승"하였으며, "한국사, 윤리와 사상, 한국지리, 세계지리, 법과 정치는 전년 대비 조금 어려운 수준", "생활과 윤리, 동아시아사, 경제, 사회문화는 전년도와 비슷한 수준"이라는 평가를 내렸다.
과학탐구영역의 경우 과학계의 학문적 동향을 반영하여 다양한 학문적 소재를 활용함과 동시에 실생활과 관련된 내용과 실험 상황 등을 문항의 소재로 활용하였다. 실생활 관련 소재로는 발전·전자기파·송전 (물리Ⅰ), 동계 스포츠 (물리Ⅱ), 물과 에탄올·화학 전지 (화학Ⅱ), 사람의 질병·동물의 분류 (생명과학Ⅱ), 지하자원·화산·지질 명소·태풍·대기오염 (지구과학Ⅰ), 푄 현상·엘니뇨와 라니냐·지진 (지구과학Ⅱ) 등이 있었다. 실험상황의 경우 정전기 유도·교류회로 실험 (물리Ⅰ), 빛의 회절 실험(물리Ⅱ), 전자쌍 배열 확인 ·중화 반응 실험(화학Ⅰ), 반응 속도 측정 실험(화학Ⅱ), 생쥐의 방어 작용 실험(생명 과학Ⅰ 16번), 세포 분획법·중합 효소 연쇄 반응 (PCR)·폐렴쌍구균의 형질 전환 실험 (생명 과학Ⅱ), 지진 규모 확인 실험(지구 과학Ⅰ), 해수의 밀도 실험(지구 과학Ⅱ 2번) 등을 소재로 삼았다.
직업탐구영역의 경우 '농업 이해'에서는 최적화된 포도 재배 방법을 제공하는 농업과학기술의 종류를 묻는 문제, '공업 일반'에서는 벤처기업의 제품 인증과 산업재산권 취득, 에너지 활용법 등에 관한 문제가 출제되었다. '기초 제도'에서는 정보통신기술을 활용한 자전거용 스마트 자물쇠 개발상황 분석, '회계 원리'에서는 본사 건물을 구매하고자 계약금을 지급했을 경우의 회계처리 방법 등이 출제되었다.

## 기출문제
| 과목                | 문제 및 정답 | 비고 |
| ------------------- | ------------ | ---- |
| 국어 영역           | ■            |      |
| 수학 영역           | ■            |      |
| 영어 영역           | ■            |      |
| 한국사 영역         | ■            |      |
| 사회탐구 영역       | ■            |      |
| 과학탐구 영역       | ■            |      |
| 직업탐구 영역       | ■            |      |
| 제2외국어/한문 영역 | ■            |      |

## 사건사고

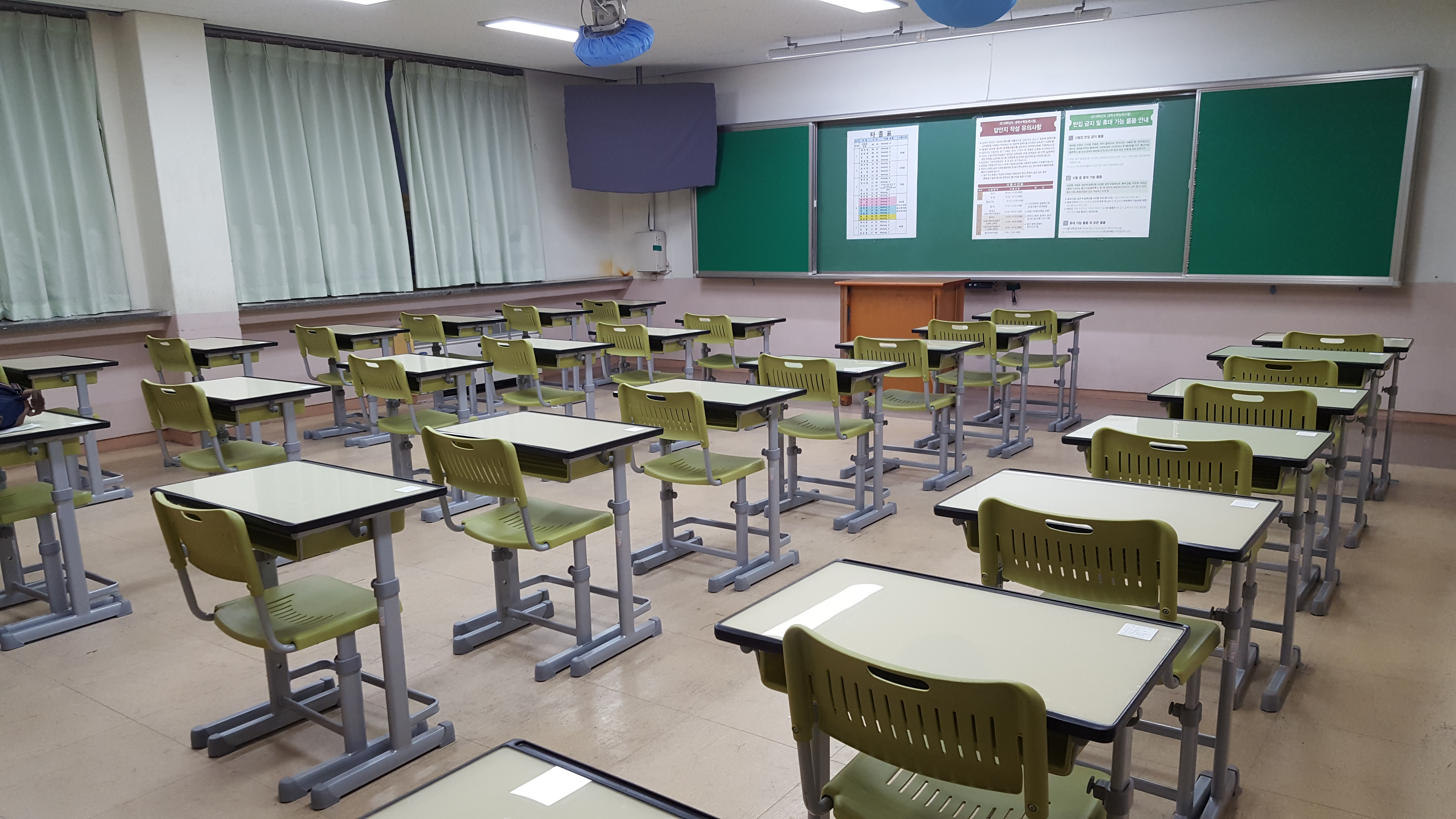
2018학년도 대학수학능력시험 시험장으로 선정된 학교의 시험실 모습

오후 1시 9분, 전라북도 정읍시 호남고등학교 (전북교육청)에서 3교시 영어 과목 듣기평가를 개시하였으나 7개 시험장 모두 소리가 나오지 않는 사고가 발생하였다. 이에 따라 전북교육청 수능 상황실에서는 긴급회의를 거쳐 필기시험을 우선 실시하였고, 준비된 CD 플레이어를 이용해 듣기평가를 하는 방안을 검토하였으나, 현장에 대기하던 방송 점검반원들이 장비를 수리하면서 듣기평가를 정상적으로 마쳤다. 이로 인해 시험이 20분씩 순연돼 전체적으로는 20분 늦게 수능을 마치게 되었다.
수능 응시 도중 응시생이 구토나 실신 증세를 보이는 사고도 발생했다. 부산광역시 (부산교육청)에서는 오전 9시 7분경 사상구 주례여자고등학교에서 화장실에 있던 수험생이 갑자기 쓰러졌다. 처음에는 병원 이송을 거부하고 시험에 응시하려 했으나 결국 이송되었다.
9시 11분경에는 사상구 대덕여자고등학교에서 한 수험생이 구토 증세를 보여 구급차에 태워져 병원으로 수송되었다.

## 같이 보기
- 대학수학능력시험
  - 연도별 대학수학능력시험
- 포항 지진